# Suze Randall
Susan "Suze" Randall, född 18 maj 1946 i Worcester, är en brittisk-amerikansk regissör av pornografisk film, erotisk fotograf och före detta modell. Hon var en pionjär inom erotisk fotografering och är numera medlem av AVN Hall of Fame.

## Biografi
Suze Randall inledde sin yrkeskarriär som sjuksköterska på St. George's Hospital i London. Efter några år inom yrket inledde hon i början av 1970-talet en karriär som klädmodell och senare erotisk fotomodell. Vid samma tid syntes hon i flera filmer, inklusive i rollen som au pair i Éric Rohmers L'Amour aprés-midi (Kärlek på eftermiddagen). Därefter verkade hon som filmskådespelare fram till 1999.
Senare blev erotiskt fotografi hennes huvudsysselsättning. Efter att först ha synts som modell i tidningar som Playboy och Penthouse övergick hon 1973 till att istället leverera modellarbeten till olika tidningar. Bland annat blev hon The Suns första kvinnliga Sidan 3-fotograf. Hon uppmärksammades även i samband med att hon 1975 "upptäckte" glamourmodellen Lillian Müller. I augusti året efter syntes Randall både som fotograf och månadens playmate i Playboy.
Åren 1977–1979 tillhörde Suze Randall tidningen Hustlers kader av studiofotografer. Hon var tidningens första kvinnliga studiofotograf, liksom hon tidigare varit det hos Playboy. Därefter fortsatte hon som frilansande erotisk fotograf för olika tidskrifter. Bland de många modeller som under åren passerat revy i Randalls fotostudio finns Aria Giovanni, Stormy Daniels, Sunny Leone, Silvia Saint, Julie Strain, Tera Patrick, Briana Banks och Rebecca Lord. 
Suze Randall har även verkat som producent av skivomslag, inklusive för artisterna Peter Hook och Robert Palmer. 1980 producerade hon sin första film, och hon regisserade i mitten av 1980-talet fyra pornografiska filmer under pseudonymen "Victor Nye".
Suze Randall var kvinnlig pionjär inom den erotiska fotografin och räknades under 35 års tid som ett av branschens viktigaste namn. I slutet av 1990-talet presenterade hon webbplatsen Suze.net, med en illustrerad katalog över drygt 1 400 modeller som Randall fotograferat under sin karriär. Högupplösta versioner av fotona – samt kompletteringar om totalt 80 000 foton – finns bakom en betalvägg. Inkomsten från prenumeranter har som mest givit familjeföretaget 400 000 dollar i månatliga intäkter.

## Privatliv
Suze Randall var gift med författaren Humphry Knipe fram till hans död 2023; 1977 hjälpte han henne att skriva sin självbiografiska bok Suze. Deras dotter Holly Randall är en amerikansk erotisk fotograf, filmregissör och videobloggare. Hon skriver för ett antal tidskrifter i branschen och har haft en egen show på Playboy TV.